# Grammatici certant et adhuc sub iudice lis est
La locuzione latina Grammatici certant, et adhuc sub iudice lis est, tradotta letteralmente, significa i grammatici discutono, e la contesa non è ancora finita. (Orazio, Ars poetica,78)
Il poeta in questa frase allude alle interminabili controversie grammaticali, sempre all'ordine del giorno fra gli studiosi, e che spesso si scopre essere questioni di lana caprina.